# Kordon Graniczny Naczelnego Dowództwa Wojska Polskiego
Kordon Graniczny Naczelnego Dowództwa Wojska Polskiego – polska formacja graniczna utworzona w 1921 roku do ochrony wschodniej granicy II Rzeczypospolitej.

## Charakterystyka kordonu
Na przełomie 1920 i 1921 roku Ministerstwo Spraw Wojskowych, przy współudziale Naczelnego Dowództwa WP, przystąpiło do reorganizacji służby granicznej na wschodzie. Rozpoczęto od południowo-wschodniego odcinka granicy, od Sianek, wzdłuż dawnej granicy galicyjsko–węgierskiej. Funkcjonujący tam 2 pułk strzelców granicznych zastąpiony został przez trzy bataliony wartownicze. W połowie stycznia 1921 roku ukazał się rozkaz Naczelnego Dowództwa WP w sprawie organizacji Kordonu Granicznego Naczelnego Dowództwa WP. Obsadzony miał on być przez żandarmerię polową i oddziały wojskowe. Kontrolę ruchu granicznego powierzono stacjom kontrolnym, natomiast ochronę odcinków granicznych głównie oddziałom kawalerii. Specjalną rolę w ochronie granicy odgrywała konna żandarmeria polowa. Ze względów organizacyjnych granicę wschodnią i północno-wschodnią podzielono na siedem odcinków z siedzibami: w Tarnopolu, Równem, Łunińcu, Lidzie, Wilnie, Święcianach i Grodnie.
W lutym 1921 roku ochronę granicy wschodniej podporządkowano inspekcjom etapowym 2. i 6 Armii. Kordon Graniczny 2 Armii biegł wzdłuż linii od [Dźwińsk]a, Dryssą, Dzisną, poprzez Królewszczyznę, Mołodeczno, Nieśwież, Siniawkę, Lubaczewo do Łunińca. Inspekcja Etapowa 2 Armii stacjonowała w Wołkowysku i obejmowała trzy odcinki kordonowe w: Grodnie, Święcianach i w Krzywczach.
Granica kordonowa 6 Armii biegła poprzez rzekę Prypeć, Stwigę do ujścia rzeki Mutwicy, przez Zurzewicze, Gołszyce, Prochód, Bronwice, Kotiurzyńce, Łazuczyn Mały do Bazalii. Inspekcja Etapowa 6 Armii obejmowała cztery odcinki kordonowe.
W maju 1921 roku linia posterunków granicznych 6 Armii została przesunięta na linię graniczną. Inspekcja otrzymała zadanie zamknięcie wszystkich dróg, przejść i mostów.
Służbę kordonową na granicy rumuńskiej powierzono batalionom etapowym, których główne dowództwo znajdowało się w Zaleszczykach.
W całym Kordonie Granicznym służbę pełniło dwadzieścia batalionów liniowych. liczyły one w sumie około 15 000 żołnierzy.
W maju 1921 roku rozwiązano Naczelne Dowództwo WP. Szef Sztabu Generalnego gen. Władysław Sikorski, wydał rozkaz o zlikwidowaniu organów powołanych na okres wojny .
Kordon Graniczny został przemianowany w Kordon Wojskowy na byłym froncie wschodnim. Do ochrony granicy państwowej zostały sformowane bataliony celne, a bataliony etapowe i wartownicze rozwiązano. Zlikwidowano też stacje kontrolne, a powołane zostały przejściowe punkty kontrolne.
Bataliony celne na granicy wschodniej i północno-wschodniej służbę graniczną objęły z dniem 12 lipca 1921 roku. Zmieniły one  jednocześnie swoją podległość resortową i odpowiedzialne były za wykonywanie swoich zadań przed Ministrem Skarbu, lecz pod względem służbowym podlegały Ministrowi Spraw Wewnętrznych.

## Struktura organizacyjna kordonu
Ze względów organizacyjnych w styczniu 1921 roku granice wschodnią i północno-wschodnia podzielono na siedem odcinków:
- odcinek kordonowy „Grodno”
- odcinek kordonowy w Święcianach[8]
  - pododcinek kordonowy – Pohost (Miory)
  - pododcinek kordonowy – Brasław
  - pododcinek kordonowy – Turmont
  - pododcinek kordonowy – Ignalino
- odcinek kordonowy „Wilno”
- odcinek kordonowy w Lidzie
- odcinek kordonowy w Łunińcu
- odcinek kordonowy „Równe”
- odcinek kordonowy w Tarnopolu